# Davica
Dávica ali difteríja je nalezljiva bolezen, ki jo povzroča aerobna grampozitivna bakterija Corynebacterium diphtheriae. Znaki in simpomi se pojavijo dva do pet dni po izpostavitvi. Gre za bolezen zgornjih dihalnih poti, pri kateri se pojavijo bolečine v žrelu, zmerna vročina, psevdomembranske obloge na tonzilah, v žrelu in/ali sapniku. Obstajajo tudi zapleti, kot so miokarditis, vnetje živcev, proteinurija in težave s krvavitvami zaradi nizkega števila trombocitov.
Pri davici pride do napredujočih poškodb mielinske ovojnice v osrednjem in obkrajnem živčevju, kar vodi v izgubo nadzora gibanja in zaznavanja. Prenaša se z neposrednim fizičnim stikom in z vdihavanjem kužnih delcev, ki jih izkašlja bolnik. Prenaša se tudi preko okuženih objektov in nekateri ljudje lahko bakterijo prenašajo asimptomatsko in širijo bolezen. Obstajajo tri glavne vrste C. diphtheriae, ki povzročajo različno hudo obliko. Že prebolela okužba ne varuje nujno pred bodočo.
V razvitem svetu je davica kot posledica cepljenja skoraj izkoreninjena. Tudi v Sloveniji so otroci cepljeni – v uporabi je cepivo DTP, ki ščiti poleg davice še pred tetanusom in oslovskim kašljem. Priporočajo se trije do štirje odmerki v otroštvu in nadaljnji odmerki vsakih deset let. Stopnja zaščite se preverja preko merjanja stopnje antitoksina v krvi. V primeru bolezni in razvite infekcije se uporablja antibiotik eritromicin in penicilin G.  V hujših primerih bolezni se v primeru blokade dihalne poti uporabi traheotomija.

## Simptomi
Simptomi se pojavijo po 2–6 dneh po okužbi in so odvisni od imunskega stanja bolnika. 
1. Pri lokalizirani okužbi žrela se pojavijo utrujenost, slabost, bolečine pri požiranju, vročina. Pogoste so tudi bolezni v trebuhu in sklepih. Bruhanje se pojavi redko.
2. Okužba nosu se pojavi zlasti pri dojenčkih in majhnih otrocih ter povzroča težave pri dihanju in požiranju hrane. Pojavi se lahko serozen ali gnojno krvav nosni izcedek. Zaradi poškodbe tkiva pogosto nastanejo kraste ob nosnicah.
3. Davica grla se pojavi običajno po tem, ko je prizadeto že žrelo. Povzroča kašelj, hripavost ter težave pri dihanju.
4. Redka oblika je kožna davica, kjer se na koži pojavijo razjede. Prav tako se lahko bolezen pojavi na očeh, kjer je prizadeta veznica, lahko pa tudi roženica.

## Prenašanje
Prenos okužbe je kapljičen, posreden ali neposreden, s kašljanjem, kihanjem, govorjenjem, prek predmetov in tudi živil. Izvor okužbe je bolnik ali klicenosec, ki nosi toksigene seve bakterije v nosnožrelnem prostoru ali na koži. Trajanje kužnosti je različno, redko je daljše od 2 do 4 tednov. Pri bolnikih, ki se zdravijo z antibiotiki, kužnost preneha po 1 do 2 dneh.

## Zdravljenje
Huda oblika davice se zdravi z antitoksinom – gre za serum, ki vsebuje protitelesa proti davičnemu toksinu. Učinkovito je tudi zdravljenje s penicilinskimi antibiotiki. Nujno je tudi strogo večdnevno mirovanje, kar zmanjša tveganje srčnih poškodb.

## Preprečevanje
Najučinkovitejši način preprečevanja davice je redno cepljenje. Cepljenje proti davici je v Sloveniji vključeno v obvezni program cepljenja. Otroci dobijo prve tri odmerke cepiva v prvem letu starosti, in sicer v obliki kombiniranega cepiva proti davici, mrtvičnem krču (tetanusu), oslovskemu kašlju, hemofilusu influence tipa b in otroški paralizi. Ostala dva odmerka dobijo v starosti 12–24 mesecev in 8 let (v 3. razredu osnovne šole).
V Sloveniji so s cepljenjem proti davici začeli že pred 2. svetovno vojno, leta 1937.

## Pogostnost in razširjenost
Pogostnost bolezni se je po uvedbi cepiva močno zmanjšala, vendar še vedno ni povsem iztrebljena. V primeru, da precepljenost prebivalstva pade pod določen odstotek, se število novih primerov okužb ponovno znatno zviša. To so opazili v Rusiji, ko je po propadu Sovjetske zveze bilo po državi leta 1994 48.000 primerov davičnih okužb. 
V Sloveniji smo zadnji primer bolezni zabeležili v letu 1967.